# 1620 Geographos
1620 Geographos (/[invalid input: 'icon']dʒiːoʊˈɡræfɒs/) là một tiểu hành tinh được phát hiện ngày 14 tháng 9 năm 1951 ở Đài thiên văn bởi Albert George Wilson và Rudolph Minkowski. Tên ban đầu là 1951 RA.